# Eric McCormack

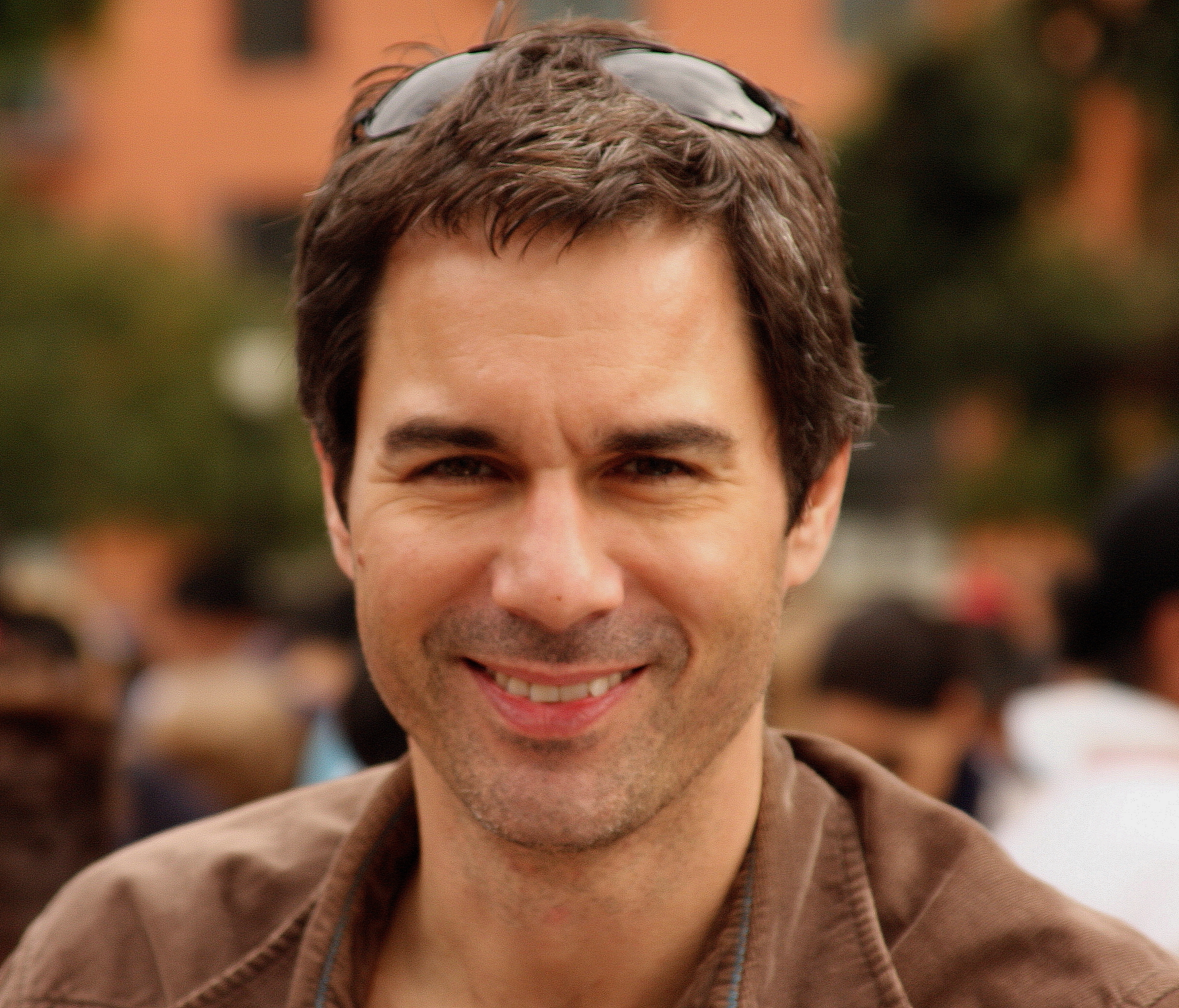
McCormack en 2008.

Eric James McCormack (Toronto; 18 de abril de 1963) es un actor canadiense-estadounidense de cine y televisión.

## Biografía
Estudió en la Ryerson University de Toronto y ha aparecido en televisión desde 1986.
Hasta la fecha, el papel por el que más se le conoce es el del abogado Will Truman en Will & Grace, por el que ha estado nominado al Emmy en 3 ocasiones y lo ganó en 2001. También tuvo un papel como el terapeuta y novio de Christine Campbell en la quinta temporada de The New Adventures of Old Christine.
Ha participado en musicales y grabado varias canciones, entre las que se destaca "The Greatest Discovery", de Elton John y Bernie Taupin, incluida en el disco Unexpected Dreams: Songs from the Stars. Compuso y cantó  "Living With Grace" para la banda sonora de Will & Grace con Barry Manilow al piano.

## Vida personal
McCormack mantiene la doble nacionalidad canadiense-estadounidense y vive actualmente entre Los Ángeles, Vancouver y Nueva York.
Está casado con Janet Holden desde 1997, con quien tuvo un hijo en julio de 2002 en Los Ángeles, Finnigan Holden McCormack.
Se divorció en 2023.

## Filmografía

### Cine
| Año  | Título                           | Papel                         | Notas                                                    |
| ---- | -------------------------------- | ----------------------------- | -------------------------------------------------------- |
| 1992 | The Lost World                   | Edward Malone                 |                                                          |
| 1992 | Return to the Lost World         | Edward Malone                 |                                                          |
| 1992 | Giant Steps                      | Jack Sims                     |                                                          |
| 1997 | Exception to the Rule            | Timothy Bayer                 |                                                          |
| 1998 | Holy Man                         | Scott Hawkes                  |                                                          |
| 1999 | Free Enterprise                  | Mark                          |                                                          |
| 2000 | Here's to Life!                  | Owen Rinard                   | Nominado—Leo Award for Best Actor – Motion Picture Drama |
| 2005 | Break a Leg                      | Actor de cabello oscuro       |                                                          |
| 2005 | The Sisters                      | Gary Sokol                    |                                                          |
| 2008 | Immigrants                       | Vlad                          |                                                          |
| 2009 | Best Thing Ever                  | Dean                          |                                                          |
| 2009 | Alien Trespass                   | Ted Lewis / Urp               |                                                          |
| 2009 | My One and Only                  | Charlie                       |                                                          |
| 2011 | Textuality                       | Clive                         |                                                          |
| 2012 | Barricade                        | Terrence Shade                |                                                          |
| 2012 | Knife Fight                      | Larry Becker                  |                                                          |
| 2013 | Romali Series                    | Rufus / Erskine I / Principal |                                                          |
| 2016 | Considering Love and Other Magic | Tío Jasper                    |                                                          |
| 2016 | The Architetc                    | Colin                         |                                                          |

### Televisión
| Año                  | Título                                     | Papel             | Notas                                 |
| -------------------- | ------------------------------------------ | ----------------- | ------------------------------------- |
| 2016                 | Travelers                                  | Grant MacLaren    |                                       |
| 2012-2015            | Perception                                 | Dr. Daniel Pierce |                                       |
| 2010-2012            | Pound Puppies                              | Lucky / Ace       | Papel de voz                          |
| 2009-2010            | The New Adventures of Old Christine        | Dr. Max Khersaw   |                                       |
| 2009                 | Ley y Orden: Unidad de víctimas especiales | Vance Shepard     | Episodio: "Sugar"                     |
| 2009                 | Trust Me                                   | Mason McGuire     |                                       |
| 2008                 | La amenaza de Andrómeda                    | Jack Nash         | Miniserie                             |
| 2006                 | The Charlotte Church Show                  | Hywl              | 1 episodio                            |
| 2006                 | Lovespring Internacional                   | Roman             |                                       |
| 1998-2006, 2017-2020 | Will & Grace                               | Will Truman       |                                       |
| 2004                 | Tan muertos como yo                        | Ray Summers       | 3 episodios                           |
| 1998                 | A Will of Their Own                        | Pierce Peterson   | Miniserie                             |
| 1998                 | Ally McBeal                                | Kevin Kleper      |                                       |
| 1997                 | Veronica's Closet                          | Griffin           | Episodio: "Veronica's Brotherly Love" |
| 1997                 | Jenny                                      | Jason Slade       | Episodio piloto                       |
| 1997                 | The Outer Limits                           | John Virgil       | Episodio: "Tempests"                  |
| 1996                 | Townies                                    | Scott             |                                       |
| 1996                 | Diagnosis Murder                           | Boyd Merrick      |                                       |
| 1996                 | Highlander                                 | Matthew McCormick |                                       |
| 1994-1996            | Lonesome Dove: The Outlaw Years            | Clay Mosby        |                                       |
| 1993                 | Silk Stalkings                             | Michael O´Hara    | 1 episodio                            |
| 1993                 | Cobra                                      | Blake Devaroe     | 1 episodio                            |
| 1993                 | The Commish                                | Dany Nolan        | 1 episodio                            |
| 1992                 | Street Justicie                            | Eric Rothman      | 1 episodio                            |
| 1992                 | The Commish                                | Ted Eckels        | 1 episodio                            |
| 1992                 | Neon Rider                                 | Derek             | 1 episodio                            |
| 1991                 | Street Legal                               | Barry Taylor      | 1 episodio                            |
| 1991                 | E.N.G.                                     |                   | 1 episodio                            |
| 1990                 | Street Legal                               | Cal               | 1 episodio                            |
| 1989                 | Katts and Dog                              | David Baxter      | 1 episodio                            |
| 1987                 | Hangin' In                                 | Jody              | 1 episodio                            |

### Películas para televisión
| Año  | Título                              | Papel              | Notas |
| ---- | ----------------------------------- | ------------------ | ----- |
| 2016 | La Navidad puede esperar            | Max                |       |
| 2013 | Romeo Killer: The Chris Porco Story | Detective Sullivan |       |
| 2010 | ¿Quién es Clark Rockefeller?        | Clark Rockefeller  |       |
| 2009 | Stuck                               | Erick              |       |
| 2009 | Best Thing Ever                     | Dean               |       |
| 2006 | Will & Grace: Say Goodnight Gracie  | Will Truman        |       |
| 2000 | La vida de Audrey Hepburn           | Mel Ferrer         |       |
| 1997 | Borrowed Hearts                     | Sam Field          |       |
| 1996 | Night Visitors                      | Andy Robinson      |       |
| 1994 | El inmortal                         | Jack Sullivan      |       |
| 1994 | Island City                         | Greg 23            |       |
| 1993 | Abracadabra                         | Don Farmer         |       |
| 1993 | Call of the Wild                    | Hal                |       |
| 1993 | Milagro en la autopista             | Tony               |       |
| 1993 | Familia de extraños                 | Sam                |       |
| 1993 | Mente criminal                      | Stu Feltzer        |       |
| 1987 | Much Ado About Nothing              | Balthasar          |       |
| 1986 | The Boys from Syracuse              | Aprendiz de sastre |       |

## Premios y nominaciones

### Premios Primetime Emmy
| Año  | Categoría                      | Trabajo nominado | Resultado |
| ---- | ------------------------------ | ---------------- | --------- |
| 2000 | Mejor actor - Serie de comedia | Will & Grace     | Nominado  |
| 2001 | Mejor actor - Serie de comedia | Will & Grace     | Ganador   |
| 2003 | Mejor actor - Serie de comedia | Will & Grace     | Nominado  |
| 2005 | Mejor actor - Serie de comedia | Will & Grace     | Nominado  |

### Premios Globos de Oro
| Año    | Categoría                                | Trabajo nominado | Resultado |
| ------ | ---------------------------------------- | ---------------- | --------- |
| 2000   | Mejor actor de serie - Comedia o musical | Will & Grace     | Nominado  |
| 2001   | Mejor actor de serie - Comedia o musical | Will & Grace     | Nominado  |
| 2002   | Mejor actor de serie - Comedia o musical | Will & Grace     | Nominado  |
| 2003   | Mejor actor de serie - Comedia o musical | Will & Grace     | Nominado  |
| 2004   | Mejor actor de serie - Comedia o musical | Will & Grace     | Nominado  |
| 2017\| | Mejor actor de serie - Comedia o musical | Will & Grace     | Nominado  |

### Premios del Sindicato de Actores
| Año  | Categoría                        | Trabajo nominado | Resultado |
| ---- | -------------------------------- | ---------------- | --------- |
| 2001 | Mejor reparto - Serie de comedia | Will & Grace     | Ganador   |
| 2002 | Mejor reparto - Serie de comedia | Will & Grace     | Nominado  |
| 2003 | Mejor reparto - Serie de comedia | Will & Grace     | Nominado  |
| 2004 | Mejor reparto - Serie de comedia | Will & Grace     | Nominado  |
| 2005 | Mejor reparto - Serie de comedia | Will & Grace     | Nominado  |